# 3.º governo republicano (Portugal)
O 3.º governo da Primeira República Portuguesa, também conhecido como Governo da Concentração, chefiado pelo presidente do Ministério Augusto de Vasconcelos, foi o Governo de Portugal nomeado a 12 de novembro de 1911 (tendo tomado posse no dia seguinte, e apenas sido publicado o decreto de nomeação em Diário do Governo nesse dia) e exonerado e terminado o seu mandato a 16 de junho de 1912 (tendo o decreto de exoneração só sido publicado em Diário do Governo no dia 17 de junho).
A sua constituição era a seguinte:
| Cargo                              | Detentor | Detentor                                    | Período (Data de nomeação–Data de exoneração)  |
| ---------------------------------- | -------- | ------------------------------------------- | ---------------------------------------------- |
| Presidente do Ministério           |          | Augusto de Vasconcelos (1867–1951)          | 12 de novembro de 1911 a 16 de junho de 1912   |
| Ministro do Interior               |          | Silvestre Falcão (1870–1927)                | 12 de novembro de 1911 a 16 de junho de 1912   |
| Ministro do Interior               |          | Alberto da Silveira (interino) (1859–1927)  | 29 de janeiro de 1912 a 31 de janeiro de 1912  |
| Ministro da Justiça                |          | António Macieira (1875–1918)                | 12 de novembro de 1911 a 16 de junho de 1912   |
| Ministro das Finanças              |          | Sidónio Pais (1872–1918)                    | 12 de novembro de 1911 a 16 de junho de 1912   |
| Ministro da Guerra                 |          | Alberto da Silveira (1859–1927)             | 12 de novembro de 1911 a 16 de junho de 1912   |
| Ministro da Marinha                |          | Celestino de Almeida (1864–1922)            | 12 de novembro de 1911 a 16 de junho de 1912   |
| Ministro dos Negócios Estrangeiros |          | Augusto de Vasconcelos (1867–1951)          | 12 de novembro de 1911 a 16 de junho de 1912   |
| Ministro do Fomento                |          | Estêvão de Vasconcelos (1868–1917)          | 12 de novembro de 1911 a 16 de junho de 1912   |
| Ministro das Colónias              |          | José de Freitas Ribeiro (1868–1929)         | 12 de novembro de 1911 a 25 de janeiro de 1912 |
| Ministro das Colónias              |          | António Macieira (interino) (1875–1918)     | 25 de janeiro de 1912 a 29 de janeiro de 1912  |
| Ministro das Colónias              |          | Joaquim Cerveira de Albuquerque (1853–1925) | 29 de janeiro de 1912 a 16 de junho de 1912    |